# Shōkōjo Seira
Shōkōjo Seira (小公女セイラ, , sous-titré en anglais : "A Little Princess") est un drama japonais en 10 épisodes, diffusé du 17 octobre au 19 décembre 2009 sur la chaine TBS. Il s'agit d'une adaptation du livre La Petite Princesse de Frances Hodgson Burnett dans le Japon des années 2000.
Le générique de la série est Kanashimi wa Kitto par le groupe Uverworld.

## Distribution
- Mirai Shida : Seira Kuroda
- Kento Hayashi : Kaito Miura
- Seiichi Tanabe : Yukio Aran
- Anri Okamoto : Masami Shoji
- Kutsuna Shiori : Kaori Mizushima
- Jun Kaname : Yoshito Kurisu
- Fujiko Kojima : Maria Takeda
- Tsugumi Shinohara : Hinako Kawahara
- Sara Takatsuki : Makoto Asahina
- Hikari Kikuzato : Naomi Shimizu
- Mami Asaoka : Kyoko Honjo
- Natsuko Aso : Mamiko Yokō
- Mizuki Sashide : Rion Jingu
- Rima Nishizaki
- Kayano Masuyama
- Atsushi Yanaka : Ryunosuke Kuroda
- Shinya Owada : Seiichiro Onuma
- Tomoka Kurokawa : Kaoruko Kuroda
- Yuriko Hirooka : Hideko Onuma
- Yuki Saito : Emiko Mimura
- Kanako Higuchi : Chieko Mimura